# Aphaenogaster sardoa
Aphaenogaster sardoa is een mierensoort uit de onderfamilie van de Myrmicinae. De wetenschappelijke naam van de soort werd in 1853 gepubliceerd door Mayr.

## Omschrijving
Alle kastes van deze soort zijn gelig. Werksters zijn ongeveer 5-6 millimeter groot. Het propodeum is hoekig en de stekels hierop zijn redelijk kort. Het integument van deze soort is mat, terwijl bij verwante soorten ten minste het gaster glanzend is.

## Leefgebied
Het verspreidingsgebied van deze soort bestaat uit Sicilië en Sardinië. De nesten kunnen onder andere gevonden worden in bossen met kurkeiken en dennen, maar niet op plekken die worden blootgesteld aan de volle zon.

## Leefwijze
Nesten van deze soort zijn monogyn. Paringen vinden plaats in september en oktober, maar er zijn geen bruidsvluchten. In plaats daarvan vinden de paringen plaats in de buurt van het nest. Aangezien deze mier niet in staat is tot trofallaxis, voeden de larven zich met voedsel dat in het nest geplaatst wordt. Deze soort heeft een omnivoor dieet.